# 英国铁路315型电力动车组
英鐵315型電力動車組（英语：British Rail Class 315）是一款在1980至1981年間，由英國鐵路工程公司（BREL）在約克製造的列車。该型动车组的原型车是“1971年英国铁路实验型通勤型电力动车组”，英国铁路315型电力动车组是第五批、也是最後一批由英國國鐵自1972年起購置的同款式設計列車。英国铁路315型电力动车组1980年正式投入商业运营，2022年12月全部退役。